# Bluza
Blúza je malo čez boke segajoče žensko oblačilo z dolgimi ali kratkimi rokavi. 
Nosi se h krilu ali hlačam. Glede na kroj in tkanino so bluze: športne, pletene, srajčne ... K večernim oblekam ženske nosijo bluze iz dragocenih tkanin.
Moške bluze so športna in službena oblačila, na primer: mornarska, poštarska, delovna, smučarska, ...